# Campeonato Mundial de Atletismo em Pista Coberta de 2016 - Salto com vara feminino
A prova do salto com vara feminino do Campeonato Mundial de Atletismo em Pista Coberta de 2016 ocorreu dia  17 de março em Portland, nos Estados Unidos.

## Recordes
Antes desta competição, os recordes mundiais e do campeonato nesta prova eram os seguintes:
|    | Nome              | Nacionalidade  | Altura  | Local                       | Data                |
| -- | ----------------- | -------------- | ------- | --------------------------- | ------------------- |
| WR | Jennifer Suhr     | Estados Unidos | 5m 02cm | Albuquerque, Estados Unidos | 2 de março de 2013  |
| CR | Yelena Isinbayeva | Rússia         | 4m 86cm | Budapeste, Hungria          | 6 de março de 20004 |

## Medalhistas
| Ouro                | Prata              | Bronze                    |
| Jennifer Suhr (USA) | Sandi Morris (USA) | Ekaterini Stefanidi (GRE) |

## Resultados
A prova ocorreu dia 17 de março. 
| Colocação         | Nome                   | Nacionalidade  | 4.35 | 4.50 | 4.60 | 4.70 | 4.75 | 4.80 | 4.85 | 4.90 | 4.95 | Resultados | Notas |
| ----------------- | ---------------------- | -------------- | ---- | ---- | ---- | ---- | ---- | ---- | ---- | ---- | ---- | ---------- | ----- |
| Medalha de ouro   | Jennifer Suhr          | Estados Unidos | —    | —    | o    | —    | o    | —    | o    | o    | R    | 4.90       | CR    |
| Medalha de prata  | Sandi Morris           | Estados Unidos | —    | o    | o    | o    | xo   | o    | o    | xx-  | x    | 4.85       |       |
| Medalha de bronze | Ekaterini Stefanidi    | Grécia         | —    | o    | o    | o    | o    | o    | x-   | xx   |      | 4.80       |       |
| 4                 | Nicole Büchler         | Suíça          | —    | o    | xxo  | xxo  | xx-  | o    | x-   | xxx  |      | 4.80       | NR    |
| 5                 | Eliza McCartney        | Nova Zelândia  | —    | o    | —    | xo   | —    | xxx  |      |      |      | 4.70       | NR    |
| 6                 | Nikoléta Kiriakopoúlou | Grécia         | —    | o    | o    | xxx  |      |      |      |      |      | 4.60       |       |
| 6                 | Fabiana Murer          | Brasil         | —    | o    | o    | xxx  |      |      |      |      |      | 4.60       |       |
| 8                 | Romana Malácová        | Chéquia        | xo   | o    | xxx  |      |      |      |      |      |      | 4.50       |       |
| -                 | Marta Onofre           | Portugal       | xxx  |      |      |      |      |      |      |      |      | NM         |       |
| -                 | Alana Boyd             | Austrália      |      |      |      |      |      |      |      |      |      | DNS        |       |

Legenda
| Recorde mundial       | Recorde mundial (World record)               |                       | Recorde africano                      | Recorde africano (African) |                                           | Q | Classificado por posição (Qualified) |
| Recorde do campeonato | Recorde do campeonato (Championship record)  | Recorde da América    | Recorde da América (Americas)         | q                          | Classificado por melhor tempo (Qualified) |   |                                      |
| Melhor marca do ano   | Melhor marca do ano (World leading)          | Recorde asiático      | Recorde asiático (Asian)              | DNS                        | Não largou (Did not start)                |   |                                      |
| Recorde nacional      | Recorde nacional (National record)           | Recorde europeu       | Recorde europeu (European)            | DNF                        | Não terminou (Did not finish)             |   |                                      |
| Recorde pessoal       | Recorde pessoal do atleta (Personal best)    | Recorde da Oceania    | Recorde da Oceania (Oceania)          | DSQ / DQ                   | Desclassificado (Disqualified)            |   |                                      |
| Recorde da temporada  | Recorde da temporada do atleta (Season best) | Recorde sul-americano | Recorde sul-americano (South America) | NM                         | Sem marca (No mark)                       |   |                                      |